# Аллахабадский университет
Аллахабадский университет (англ. University of Allahabad, хинди इलाहाबाद विश्वविद्यालय) — государственный университет в г. Праяградж, Уттар-Прадеш, Индия. Создан в 1887 году на базе Мьюровского центрального колледжа, основанного в 1873 году Вильямом Мьюром. Одно время Аллахабадский университет называли «Оксфордом Востока».